# Lajkonik (gra liczbowa)
Lajkonik – gra liczbowa (loteria) organizowana w Krakowie w latach 1957–1981.

## Historia

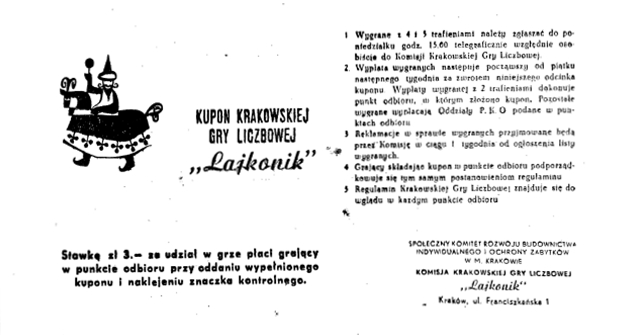
Kupon Lajkonika obowiązujący w okresie od kwietnia 1957 do stycznia 1958 (awers)

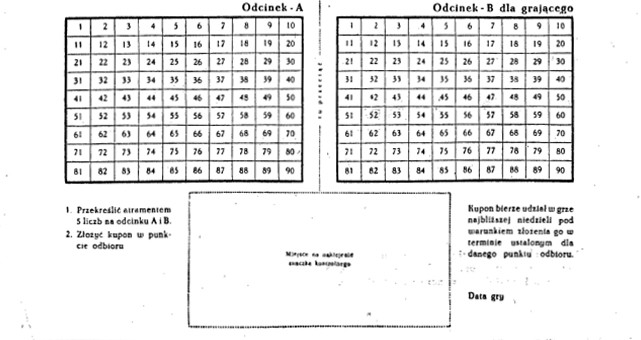
Kupon Lajkonika obowiązujący w okresie od kwietnia 1957 do stycznia 1958 (rewers)

27 maja 1957 Minister Finansów wydał zezwolenie na prowadzenie pieniężnej loterii liczbowej pod nazwą: Krakowska Gra Liczbowa „Lajkonik” w Krakowie. W związku z tym Prezydia Rady Narodowej w m. Krakowie i Wojewódzkiej Rady Narodowej w Krakowie uchwaliły zasady organizacji i działalności KGL Lajkonik. Regulamin gry został zatwierdzony przez Ministerstwo Finansów – Polski Monopol Loteryjny. Powołano również Biuro Krakowskiej Gry Liczbowej Lajkonik, nad którym nadzór ogólny sprawował Polski Monopol Loteryjny, a szczegółowy obie Rady poprzez Komitet dla Spraw Gry Liczbowej Lajkonik w Krakowie. Wpływy netto były odprowadzane do budżetów obu Rad Narodowych i dzielone według danych o liczbie uczestników z terenu miasta i województwa. Biuro Krakowskiej Gry Liczbowej „Lajkonik” w Krakowie przejęło środki trwałe i obrotowe Społecznego Komitetu Rozwoju Budownictwa Jednorodzinnego i Ochrony Zabytków w Krakowie zgodnie z bilansem sporządzonym na dzień 31 grudnia 1957 roku.
Pierwsze kupony pojawiły się na terenie Krakowa i województwa krakowskiego 1 kwietnia 1957 roku. Początkowo powstało 60 punktów rozdziału w kioskach Ruchu (49 na terenie Krakowa i 11 na terenie województwa krakowskiego). Zainteresowanie grą było w pierwszym tygodniu duże.
We wrześniu 1957 roku w Dzienniku Polskim został opublikowany artykuł Bolesława Drobnera z zarzutami dużych nadużyć w gospodarowaniu środkami na obsługę gry. W dniach od 26 września do 20 października inspektorzy Ministerstwa Kontroli Państwowej przeprowadzili kontrolę pracy Biura. Nie znaleźli oni nadużyć, ale w protokole pokontrolnym wnioskowali wprowadzenie lepszej kontroli kuponów A poprzez wprowadzenie 3-częściowych kuponów (dotychczasowe miały tylko 2 odcinki A i B), na których znalazłby się podpis i adres właściciela, premie dla kontrolerów i usprawnienie sieci sprzedaży.
W listopadzie 1957 roku zapowiedziano wprowadzenie od stycznia 1958 roku zgodnie z zaleceniami pokontrolnymi 3–częściowych kuponów. Powołano się przy tym na doświadczenia gier zagranicznych i krajowej Syrenki. Odcinek A z imieniem, nazwiskiem i adresem grającego służył do ustalenia wygranych, B był kuponem kontrolnym, a C otrzymywał grający. Postanowiono również zmienić zasady podziału wygranych. Dotychczas jeśli nie było żadnej piątki pula nagród przechodziła na czwórkę. Po zmianach  pieniądze dzielono równo. Zmniejszało to wygrane za czwórki, ale podnosiło o 30% wygrane za dwójki i trójki. Postanowiono również podnieść wysokość rozlosowywanych premii wśród grających, którzy nie wygrali w ciągu miesiąca żadnej nagrody. Po przedstawieniu kuponów z wszystkich losowań w ciągu miesiąca mogli oni wziąć udział w losowaniu premii, na które przeznaczano 5% wszystkich wypłacanych stawek. Losowanie premii odbywało się raz w miesiącu. Postanowiono również rozbudować sieć punktów gry rozszerzając ją z 150 do 300 punktów. Nowy regulamin wprowadzający te zmiany miał obowiązywać od 1 stycznia 1958 roku. Ostatecznie wprowadzono go 20 stycznia 1958 roku. Wtedy też zostały wycofane dotychczasowe kupony i wprowadzone nowe trzyczęściowe.
W marcu 1958 roku podjęto decyzję o kolejnej zmianie regulaminu. Zmniejszono pulę liczb z 90 do 49 i wprowadzono nowe kupony. Grający skreślali 6 liczb, a aby wygrać musieli trafić 6, 5, 4  lub trzy liczby. Koszt kuponu nadal wynosił 3 złote, a grający miał 3 szanse na wygraną. Pierwszą w normalnym losowaniu (na wygrane przeznaczano 50% wpłat), drugą w losowaniu powtórnym (wygrywały tylko 5 i 6, a na wygraną przeznaczano 15% wpływów) i trzecią podczas odbywających się w każdą środę losowań premii pieniężnych (5% wpływów). Nowe zasady wprowadzono od losowania 7 kwietnia 1958 roku.
2 lipca 1958 prezydia połączonych Rad Narodowych w mieście Krakowie i Wojewódzkiej zatwierdziły statut dla Komitetu dla Spraw Krakowskiej Gry Liczbowej Lajkonik w Krakowie. Zgodnie z nim obie Rady nadzorowały pracę Komitetu zatwierdzając przedstawione wnioski dotyczące zasad organizacji i działalności KGL Lajkonik, regulamin gry i propozycje powoływania członków Zarządu i ich wynagrodzenia. Statut określał, że Komitet składał się z przewodniczącego, jego zastępcy i 4 członków. Byli on powoływani przez obie Rady. Rada Narodowa w m. Krakowie powoływała przewodniczącego i dwóch członków, a Wojewódzka jego zastępcę i kolejnych dwóch członków. Posiedzenia Komitetu miały odbywać się raz w tygodniu. Jako głos doradczy mogli w nich brać udział: dyrektor Biura KGL „Lajkonik”, przewodniczący Komisji Gry i przewodniczący Społecznej Komisji Nadzoru Gry. Komitet mógł samodzielnie podejmować decyzje w sprawach organizacji wewnętrznej, etatów i funduszy, płac Biura KGL Lajkonik, regulaminu Biura i Społecznej Komisji Nadzoru Gry i wynagrodzenia członków obu komisji. W grudniu 1958 roku, aby usprawnić działalności Lajkonika została zlikwidowana Społeczna Komisja Nadzoru Gry, a jej obowiązki przejął Komitet dla Spraw Krakowskiej Gry liczbowej Lajkonik.
Na podstawie uchwały Prezydium Rady Narodowej w m. Krakowie z dnia 30 listopada 1960 roku Krakowska Gra Liczbowa „Lajkonik” w Krakowie została przekształcona w przedsiębiorstwo państwowe z siedzibą w Krakowie. Został zlikwidowany Komitet dla Spraw Krakowskiej Gry Liczbowej, a jego obowiązki przejął Wydział Finansowy Rady Narodowej w m. Krakowie, przy współudziale Wydziału Finansowego Prezydium Wojewódzkiej Rady Narodowej. Dyrektora nowego przedsiębiorstwa, które przejęło z dniem 1 stycznia 1960 roku majątek, prawa i obowiązki Krakowskiej Gry Liczbowej Lajkonik wyznaczyły obie Rady Narodowe. Przy przedsiębiorstwie działała społeczna Komisja Gry, której przewodniczący i członkowie byli powoływani przez obie Rady Narodowe, a której zadaniem było nadzór i kontrola nad przebiegiem przeprowadzenia gry, od zbierania kuponów po losowanie, ustaleniem wysokości wygranych i ich wypłatą.
W 1965 roku Dziennik Polski obchodził 20. rocznicę powstania. Z tej okazji za zgodą obu Rad Narodowych zaplanowano dodatkowe losowanie Lajkonika. Losowanie odbyło się 25 stycznia 1965 roku podczas zorganizowanej w Filharmonii imprezy Parada Przyjaciół. Z tej okazji gazeta publikowała specjalne kupony, które należało starannie wyciąć (po linii) i opłacić kwotą 10 złotych w punktach odbioru Lajkonika. Na kuponach było 28 liczb. Wygrywały kupony z poprawnymi 6, 4 i 5 skreśleniami. Na nagrody przeznaczono połowę dochodów, pozostałe środki wpłacono na fundusz budowy Hali XX–lecia. W losowaniu wzięło udział ponad 66 tysięcy kuponów, a na nagrody przeznaczono ponad 300 tysięcy złotych. Numery wylosował Zdzisław Dudzik, „autentyczny Lajkonik” w stroju tatarskim. W losowaniu była jedna wygrana szóstka, 132 piątki i ponad 3 tysiące czwórek. Zaproponowana przez czytelników Dziennika Polskiego akcja nie podejmowania wypłat za nagrody ( nie odebrano ich za 379 wygranych czwórek i 4 piątek) podniosła wysokość wpłaty na rzecz Hali XX-lecia o ponad 13 tysięcy złotych. Całość wpłaty wyniosła 250 tysięcy złotych.  
W 1977 roku ponownie zmieniono regulamin wprowadzając losowanie Małego Lajkonika.

### Likwidacja
W sierpniu 1981 roku na łamach Echa Krakowa ukazała się notatka informująca czytelników, że według Dyrekcji KGL Lajkonik od roku gra notowała duży spadek wpływów. Spowodowane było to: zamknięciem kiosków Ruchu z powodu wolnych sobót, niechęcią sprzedawców do przyjmowania kuponów oraz dużymi kosztami reklamy.
5 sierpnia 1981 roku wyszło zarządzenie Prezydenta m. Krakowa likwidujące przedsiębiorstwo Krakowska Gra Liczbowa „Lajkonik” w Krakowie. Dniem otwarcia likwidacji był pierwszy, a zakończenia 31 sierpnia 1981 roku. Na likwidatora została wyznaczona dotychczasowa dyrektorka przedsiębiorstwa Zofia Czernik.

## Losowania i wygrane
Pierwsze losowanie odbyło się w niedzielę 8 kwietnia 1957 roku na krakowskim Rynku z udziałem tysięcy krakowian. Rozpoczął je Bolesław Drobner pełniący funkcję przewodniczącego komisji rewizyjnej. Przypomniał on, że z połowa wpływów z Lajkonika zostanie przekazana na ochronę zabytków Krakowa. W losowaniu wzięło udział 466 390 kuponów. Wpływy wyniosły 1 388 170 złotych, a na nagrody przeznaczono 699 585 złotych. Nie było ani jednej piątki, czwórkę trafił mieszkaniec Salwatora, który wygrał 350 tysięcy złotych. W kolejnych dniach zainteresowanie gra było tak duże, że Dziennik Polski przez kilka dni drukował kupony, które miały pomóc grającym uniknąć długich kolejek przed punktami (kioskami Ruchu).
Losowania często łączono z odbywającymi się w niedzielę imprezami. Na przykład: drugie zaplanowano 14 kwietnia o godzinie 11 na stadionie przed meczem Wisła–Budowlani Opole, trzecie odbyło się meczem Cracovii z węgierską drużyną Szeged Halagasz, piąte przed koncertem w hali garaży w Nowej Hucie, ósme na stadionie Cracovii przed meczem głuchych Rumunia–Polska, a dziewiąte w Zakopanem. Jedenaste losowanie odbyło się w Nowej Hucie na stadionie Zrywu (os. Szkolne), a dwunaste w Oświęcimiu podczas meczu piłkarskiego. Kolejne odbywały się na terenie Krakowa lub w miejscowościach województwa krakowskiego. Od 1977 roku losowania odbywały się w Pałacu Młodzieży na ulicy Krowoderskiej 6.
Z każdym losowaniem wzrastała liczba grających. W drugim losowaniu udział wzięły 783 733 kupony, a wśród wygranych było 12 czwórek. W kolejnym trzecim losowaniu liczba kuponów wzrosła do 950 633. Pomimo zgłoszenia piątki, Komisja stwierdziła, że było 14 czwórek, ponad tysiąc trójek i ponad 29 tysięcy dwójek. W czwartym losowaniu wzięło udział 1 044 886 kuponów. Od dziewiątego losowania wprowadzono nagrody pocieszenia (2 motocykle Jawa i 2 motorowery Simson) dla wszystkich uczestników loterii oprócz mających cztery lub pięć trafień. W czerwcu zaanonsowano w prasie plany fundowania dla grających wycieczek zagranicznych. Zgodnie z zapowiedzią kupony biorące udział w dziewiątym losowaniu dawały możliwość wygrania oprócz innych nagród rzeczowych, czterech wycieczek statkiem Batory do Danii.
Jubileuszowe losowanie w ramach obchodów pierwszej rocznicy powstania gry odbyło się 7 kwietnia 1958 roku w Domu Żołnierza (ul. Lubicz). Zaplanowano część artystyczną z występami H. Smólskiej, K. Hanzel, L. Zazuli, Stanisława Gronkowskiego, zespołu jazzowego Drążek i Pięciu. Konferansjerem był Janusz Budzyński. Do udziału w losowaniu zgłoszono ponad 848 tysięcy kuponów.
We wrześniu 1977 roku zmieniono regulamin wprowadzając podział na losowanie Dużego i Małego Lajkonika. W losowaniach Dużego Lajkonika brały udział kupony z banderolą opłacone kwotą 20 złotych na 5 zakładów ze skreślonymi 5 liczbami z 49. Wygrywały kupony z 5, 4 z dodatkową, 4, 3 i 2 trafieniami. W Małym Lajkoniku na 3 zakładowych kuponach za 10 złotych grający skreślał 6 liczb z 28, Wygrywały 6, 5 i 4. Pierwsze losowanie odbyło się 18 września 1977 roku.

## Podział wpływów
Uchwałą z 18 grudnia 1963 Nr 757/63 Prezydium Rady Narodowej m. Krakowa utworzyła fundusz dobrowolnych świadczeń społecznych „Wpływ z Krakowskiej Gry Liczbowej „Lajkonik” na ochronę zabytków”. Plan finansowy na 1965 rok wynosił 13.529.139 złotych. Zaplanowano dofinansowanie z nich kapitalnych remontów m. innymi Wieży Ratuszowej czy Placu Mariackiego, wykonanie dokumentacji konserwatorskiej, fotograficznej czy publikację wyników badań i odkryć konserwatorskich.

## Organizacja
Na początku kwietnia 1957 roku ustalono, że kupony z punktów na terenie województwa krakowskiego będą odbierane do godziny 17 w piątek, a na terenie Krakowa do 17 w sobotę. Wszystkie kupony powinny dotrzeć do Komisji do godziny 22 w sobotę. Losowanie numerów odbywało się o godzinie 11 w niedzielę. Z puli 90 numerów wymalowanych na piłeczkach pingpongowych i umieszczonych w bębnie „lajkonik z przepaską na oczach” losował 5 cyfr. Następnie Komisja sprawdzała kupony. Wygrane za pięć i cztery trafione liczby można było odebrać w PKO, a dwójki i trójki w punkcie złożenia kuponu. Na nagrody przeznaczano połowę wpływów. Po wykreśleniu 5 liczb grający musiał kupić i nakleić znaczek kontrolny za 3 złote zakupiony w punkcie. Na początku kwietnia było 49 punktów. Ich liczbę jeszcze w tym samym miesiącu powiększono do 70, a pod koniec maja 1957 roku było ich już 110. Do obsługi gry zatrudniano 700 osób, w tym 110 ajentów prowadzących punkty przyjmowania kuponów. Koszty obsługi gry wynosiły 10,5 procent.
W sierpniu 1957 roku Komitet postanowił wprowadzić od listopada przeprowadzane raz w kwartale losowanie nagród dla posiadaczy 50 kuponów gry Lajkonik. Od września 1957 roku krakowska Rozgłośnia Polskiego Radia rozpoczęła emisje w niedzielę o godzinie 12.15 audycji z informacją o ilości kuponów, wylosowanych numerach i ciekawostkach z przebiegu losowania. Wylosowane liczby były powtarzane o 13.15 w niedzielę i 17.15 w poniedziałek.
Już po pierwszym losowaniu próbowano oszukać komisję składając sfałszowany kupon. Po drugim losowaniu aż 9 „kombinatorów” przedstawiło kupony z 4 trafieniami. Wśród nich była osoba, która nawet nie wzięła udziału w grze. W prasie nie tylko wymieniono ich nazwiska i adresy, ale zapowiedziano skierowanie sprawy do prokuratury. Po trzynastym losowaniu mieszkaniec Dąbrowy Tarnowskiej do tego stopnia upierał się przy wygranej (pomimo stwierdzenia przez obsługującego grę notariusza braku wygranej na jego kupon), że zmusił organizatorów do oddania go w ręce MO i złożenia skargi do prokuratury.